# Irma (ca sĩ)
Irma Pany (sinh ngày 15 tháng 7 năm 1988), được biết đến Irma, là một ca sĩ-nhạc sĩ người Cameroon sống ở Pháp.

## Sự nghiệp
Đến năm 2007, cô đã đăng những video đầu tiên của mình lên YouTube. Những tác phẩm bao gồm các tác phẩm của riêng cô, bao gồm "Letter to the Lord" và một bản piano "Somehow", cũng như phiên bản cover của các bài hát bao gồm "I Want You Back" của The Jackson 5, "Bubbly" của Colbie Caillat và "New Soul" của Yael Naim.
Cô đã phát hành một số video làm tại nhà với các bản cover acoustic trên YouTube với sự hợp tác của các nhạc sĩ Pháp và quốc tế, bao gồm Tété ("Hey Ya!"), Matthieu Chédid ("Rolling in the Deep"), Gad Elmaleh ("Isn't She Lovely?"), Tom Dice ("Talkin' 'bout a Revolution") từ Bỉ và Patrice ("The Times They Are a-Changin'") từ Đức. Cùng với will.i.am từ Black Eyed Peas, cô đã thực hiện một phiên bản cover của "I Want You Back".
Vào mùa hè năm 2008, cô đã gặp Michael Goldman (con trai của một nhạc sĩ người Pháp Jean-Jacques Goldman), người vào năm 2007 đồng sáng lập nhãn hiệu âm nhạc My Major Company. Irma đã ký hợp đồng thu âm với Công ty lớn của tôi và phát hành album đầu tiên Letter to the Lord vào tháng 2 năm 2011 tại Pháp, nơi nó đã lọt vào top 10 và được chứng nhận bạch kim một năm sau khi phát hành. Ở Thụy Sĩ, cô ra mắt ở vị trí 46 và tại Wallonia, Bỉ, ở vị trí 18. Đĩa đơn đầu tiên "I Know" đạt vị trí thứ hai tại Pháp. Video âm nhạc được đạo diễn và quay bởi J.G. Biggie.
Năm 2011, cô đi lưu diễn vòng quanh châu Âu và cuối năm 2011, ký hợp đồng thu âm để phát hành album đầu tay tại Mỹ với Universal Republic Records.Vào năm 2012, cô đã được giới thiệu trong một quảng cáo Google Chrome của Châu Âu, ghi lại sự nổi tiếng của cô sau khi đăng video lên YouTube và cô đã được đề cử cho giải "best French act" tại 2012 MTV Europe Music Awards. Đầu năm 2013, cô phát hành lại đĩa đơn thành công "I Know" như một bản song ca cho thị trường Đức với ca sĩ-nhạc sĩ người Đức Mic Donet.
Video âm nhạc Save Me của Irma (đạo diễn bởi Xavier Maingon) đã giành được "Giải thưởng Lựa chọn của Starz People 2014" hạng mục Music Video tại Liên hoan phim Starz Denver lần thứ 37.

## Danh sách đĩa nhạc

### Albums
| Title              | Album details                                                 | Peak chart positions | Peak chart positions | Peak chart positions | Certifications   |
| Title              | Album details                                                 | BEL (Wa)             | FR                   | SWI                  | Certifications   |
| ------------------ | ------------------------------------------------------------- | -------------------- | -------------------- | -------------------- | ---------------- |
| Letter to the Lord | - Released: February 2011 - Label: My Major Company           | 18                   | 6                    | 46                   | - SNEP: Platinum |
| Faces              | - Released: ngày 2 tháng 6 năm 2014 - Label: My Major Company | 68                   | 17                   | 27                   |                  |

Others
- 2012: Letter to the Lord (Special 'Collectors Edition')

### Singles
| Year | Single               | Charts         | Charts         | Charts | Charts | Album              |
| Year | Single               | BEL (Vl)       | BEL (Wa)       | FR     | SWI    | Album              |
| ---- | -------------------- | -------------- | -------------- | ------ | ------ | ------------------ |
| 2011 | "I Know"             | –              | 7              | 2      | 42     | Letter to the Lord |
| 2012 | "Letter to the Lord" | –              | –              | 128    | –      | Letter to the Lord |
| 2014 | "Hear Me Out"        | 51* (Ultratip) | 27* (Ultratip) | 54     | –      | Faces              |
| 2014 | "Save Me"            | –              | –              | 98     | –      | Faces              |

*Did not appear in the official Belgian Ultratop 50 charts, but rather in the bubbling under Ultratip charts.
Others
| Year | Single                                                 | Charts |
| Year | Single                                                 | FR     |
| ---- | ------------------------------------------------------ | ------ |
| 2011 | "Watching Crap on TV"                                  | –      |
| 2012 | "I Know" (Remix Street version) (featuring Youssoupha) | 138    |
| 2012 | "I Know" (featuring Mic Donet)                         | –      |

## Giải thưởng
| Năm  | Đề cử / Tác phẩm | Giải thưởng                                                              | Kết quả   |
| ---- | ---------------- | ------------------------------------------------------------------------ | --------- |
| 2012 | Irma             | Talent Découverte France Bleu                                            | Đoạt giải |
| 2012 | Irma             | MTV European Music Awards - Best French Artist                           | Đề cử     |
| 2012 | Irma             | Victoires de la musique - Live discovery                                 | Đề cử     |
| 2014 | Irma - Save me   | 37th Denver Film Festival - Starz People’s Choice Award for Music videos | Đoạt giải |